# Anamaria Vartolomei
Anamaria Vartolomei (Bacău, 9 de abril de 1999) es una actriz franco-rumana. Interpretó el papel de protagonista en la película El acontecimiento.

## Biografía
Vartolomei nació el 9 de abril de 1999 en Bacău (Rumania). Con diez años debutó en el cine interpretando uno de los papeles principales en My Little Princess (2011), junto a Isabelle Huppert. Inspirado en la infancia de la directora, Eva Ionesco, este primer papel le valió una nominación al premio Lumières a la mejor actriz revelación. Al año siguiente, en el Festival Internacional de Cine de Cannes, fue elegida para el cartel de la Semana de la Crítica. Más tarde interpretó papeles secundarios en películas como Jacky en el reino de las niñas (2014) o L'Idéal (2016). En 2017, interpretó a uno de los personajes protagonistas de L'Échange des princesses.

### El acontecimiento(2021)
En 2021, protagonizó la película L'Événement, dirigida por Audrey Diwan y que ganó el León de Oro en el Festival de Cine de Venecia. Por este papel, en 2022 recibió el Lumière a la mejor actriz y luego el César a la mejor esperanza femenina.

### Icono de la moda
Vartolomei es el rostro de la marca de accesorios Maison Michel, una subsidiaria de Chanel, y el rostro de los productos de la línea YAM de la marca Bonpoint.

## Filmografía

### Largometrajes
| Año  | Título                      | Personaje                                      | Director                                      |
| ---- | --------------------------- | ---------------------------------------------- | --------------------------------------------- |
| 2011 | My Little Princess          | Violetta Giurgiu                               | Eva Ionesco                                   |
| 2014 | Jacky au royaume des filles | Zonia                                          | Riad Sattouf                                  |
| 2016 | Mi revolución               | Sigrid                                         | Ramzi Ben Sliman                              |
| 2016 | El ideal                    | Lena                                           | Frédéric Beigbeder                            |
| 2016 | Eternidad                   | Margaux (17-19 años)                           | Trần Anh Hùng                                 |
| 2017 | Le Semeur                   | Josefina                                       | Marine Francen                                |
| 2017 | El intercambio de princesas | Mademoiselle de Montpensier (Louise-Élisabeth) | Marc Dugain                                   |
| 2020 | La buena esposa             | Albane Des-deux-Ponts                          | Martin Provost                                |
| 2020 | Sólo niños                  | Lisa                                           | Christophe Blanc                              |
| 2021 | El acontecimiento           | Ana                                            | Audrey Diwan                                  |
| 2022 | Medusa                      | Clemencia                                      | Sophie Lévy                                   |
| 2023 | El imperio                  | Jane de Baecque                                | Bruno Dumont                                  |
| 2024 | El conde de Montecristo     | Haydée                                         | Alexandre de La Patellière Matthieu Delaporte |
| 2025 | Mickey 17                   | Kai Katz                                       | Bong Joon-ho                                  |